# Рона Маєр
Рона Маєр (нар. 11 липня 1973) — колишня ізраїльська тенісистка.
Найвищу одиночну позицію світового рейтингу — 314 місце досягла 29 квітня 1991, парну — 288 місце — 11 березня 1991 року.

## Фінали ITF

### Парний розряд: 1 (0–1)
| Результат | Ранг | Дата           | Турнір                 | Покриття | Партнерка    | Суперниці                 | Рахунок  |
| --------- | ---- | -------------- | ---------------------- | -------- | ------------ | ------------------------- | -------- |
| Поразка   | 1.   | 22 жовтня 1990 | Лісс (Берн), Швейцарія | Ґрунт    | Ілана Бергер | Забіне Ломанн Клер Вегінк | 1–6, 5–7 |